# Kazimierza Wielka

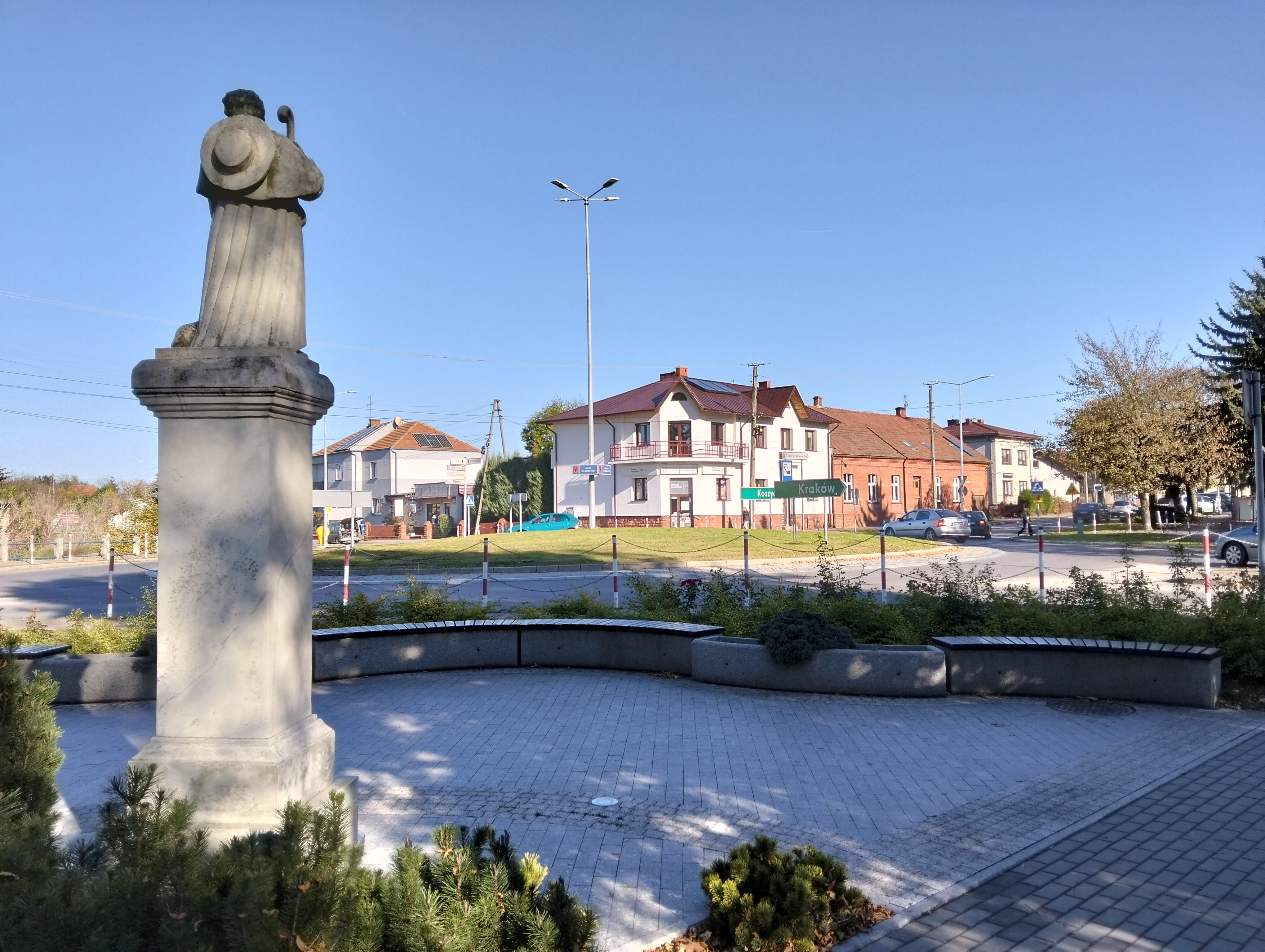
Fragment Rynku

Kazimierza Wielka – miasto powiatowe w województwie świętokrzyskim, do 1998 kieleckim, w powiecie kazimierskim, siedziba gminy Kazimierza Wielka, nad Nidzicą. Jest najmniejszym miastem powiatowym w województwie świętokrzyskim oraz 4. najmniejszym miastem powiatowym w Polsce.
Pod względem historycznym Kazimierza Wielka leży w Małopolsce, w dawnej ziemi krakowskiej. W 1595 roku miejscowość położona w powiecie proszowskim województwa krakowskiego była własnością kasztelana małogoskiego Sebastiana Lubomirskiego.

## Położenie
Kazimierza Wielka położona jest w południowo-wschodniej części Niecki Nidziańskiej, która jest częścią Wyżyny Małopolskiej (tzw. Płaskowyż Proszowicki). Miasto jest zlokalizowane na międzywojewódzkim szlaku komunikacyjnym łączącym Kraków i Busko-Zdrój (DW776), oraz Jędrzejów i Brzesko (DW768). Na terenie powiatu kazimierzowskiego leżą dwa miasta oraz trzy gminy. W liczącym 42248 ha powierzchni powiecie zamieszkuje 40 tysięcy mieszkańców, z czego 6300 w samym mieście Kazimierza Wielka. Obok zbóż miejscowi rolnicy uprawiają buraki cukrowe, tytoń i warzywa. Charakter krajobrazowy Kazimierzy Wielkiej wyznaczają malownicze pięć wzgórz: Wieszczonka (242 m n.p.m.), wzgórze parkowe, wzgórze w Odonowie, wzgórze w Donosach oraz wzgórze w Słonowicach. W rozległej dolinie, ciągnącej się między tymi wzgórzami od Słonowic po bagniste błonia w Jakuszowicach płynie rzeka Małoszówka, wpadająca jeszcze w granicach miasta do Nidzicy, lewego dopływu Wisły. Kazimierza Wielka ma wielokierunkowy układ przestrzenny, centrum znajduje się w kotlinie, w pobliżu znajduje się zespół stawów. Zabudowa miasta ma dwa skupiska, jedno na prawym brzegu Małaszówki, gdzie znajduje się większość obiektów zabytków historycznych. Na lewym brzegu natomiast znajduje się współcześnie wybudowane skupisko miejskie wraz z siedzibą centrum administracji, usytuowane na stoku i wyniesieniu wzgórza parkowego.

## Legenda o powstaniu miasta
Historia związana z powstaniem miasta mówi o polującym w tej okolicy Kazimierzu Wielkim. Miał tu król niespodziewanie natknąć się na tura, w którego cisnął oszczepem. Nie otrzymawszy śmiertelnego ciosu, rozwścieczone zwierzę rzuciło się do ataku. Władca w ostatnim momencie wybawiony został przez nieznajomego uzbrojonego w siekierę i nóż, który jednym potężnym ciosem rozłupał kręgosłup tura i dobił zwierzę pchnięciem w kark przy pomocy sztyletu. Z wdzięczności za ocalone życie król nadał nieznajomemu ziemie położone wokół polany i zgodził się również na prośbę by nazwać te ziemie od imienia króla. Pierwszy właściciel otrzymał od władcy szlachectwo i herb Pomian – przedstawiający czarny łeb bawoli przebity mieczem. Pierwszymi znanymi właścicielami Kazimierzy Wielkiej byli nie Pomianowie, a rycerze herbu Dębno, Odrowąż i Awdaniec. Błędem jest też łączenie nazwy miejscowości z królem Kazimierzem Wielkim. Panowanie tego władcy przypada na lata, kiedy miejscowość była już znanym i ważnym ośrodkiem władzy kościelnej.

## Historia

### Prehistoria
Pierwsze ślady osadnictwa w widłach Nidzicy i Małoszówki pochodzą sprzed około 6000 lat. U schyłku neolitu żył na tych ziemiach lud, budujący monumentalne grobowce o drewniano–ziemnej konstrukcji. Ich pozostałości odkryte zostały w położonych nieopodal Kazimierzy Słonowicach. Jest to największy tego rodzaju kompleks odkryty w Europie Środkowej. konstrukcji polega na jej ogromnych jak na ówczesne standardy rozmiarach. Ogromne obiekty, nasypy ziemne w kształcie trapezu o długości kilkunastu metrów a szerokości od 5 do 10 metrów. Wysokość dochodziła nawet do pięciu metrów. Podobne grobowce znane są z Kujaw i analogicznie mogły być wykorzystywane jako konstrukcje do obliczeń kalendarzowych. W epoce brązu na ziemiach współczesnej Kazimierzy Wielkiej zamieszkiwali ludzie z tzw. kultury trzcinieckiej (około 1600 do 1500 p.n.e.). Pozostałością po tej epoce są charakterystyczne kurhany. Jeden z nich odkryty został na wzgórzu Wieszczonka w miejscowości Jakuszowice. Inne znaleziska archeologiczne z tego okresu świadczą o kontaktach miejscowej ludności z przedstawicielami innych kultur.

### Średniowiecze
Najstarsze wzmianki pisane o miejscowości pochodzą ze źródeł średniowiecznych. Pojawia się nazwa wsi Kazimierza Wielka pod kilkoma postaciami: ,,Cazimiria” (1320), ,,Cazimira” (1326), Magna Cazimiria (1347), Kazimirza (1394), Maior Kazimirza (1401), Magna Kaszymira (1419), Kaszymyrza (1423), Caszimirza Welga (1425), Welga Kazimirza (1427), Magna Kazmyrza (1478). Od najstarszych czasów była własnością rycerską, potem szlachecką. Najstarszą znaną właścicielką Kazimierzy Wielkiej była w latach 1387-1396 Kenna córka Jakuba z Dębna o Winnej Góry. Wymieniana jest ona jako strona w sporze z biskupem krakowskim Bodzantą o granicę między dobrami Dębno i Sufczyn a Porąbką i Łysogórą. Na przełomie XIV i XV w. Kazimierza należała do rodziny Waldorffów (herbu Nabram) i znajdowała się na granicy dawnej ziemi sandomierskiej i krakowskiej. Wieś była siedzibą rodową Kazimierskich, otrzymaną w darze od Władysława Łokietka za wierną służbę, głównie za pomoc w rozprawieniu się z Henrykiem IV Probusem, jednym z jego głównych kontrkandydatów do rządów w księstwie krakowskim (1288–1290). W 1326 wymieniona po raz pierwszy jako siedziba parafii, a także dekanatu diecezji krakowskiej. W wiekach średnich Kazimierza Wielka była wsią bardzo zamożną i przynosiła właścicielom niemałe dochody. W połowie XV wieku oszacowano wartość miejscowości na 1800 grzywien co odpowiada 360 kilogramom srebra. Najstarszym obiektem sakralnym w Kazimierzy Wielkiej, który zachował się do naszych czasów jest kościół parafialny pod wezwaniem Krzyża Świętego.

### I Rzeczpospolita
W XVI w. po ukształtowaniu się powiatów wieś Kazimierza Mała oraz sąsiednie Jakuszowice znajdowały się powiecie wiślickim województwa sandomierskiego. Natomiast Kazimierza Wielka w powiecie proszowickim województwa krakowskiego. Przez długi czas Kazimierza Wielka była siedzibą jednego z najludniejszych dekanatów i parafii w diecezji krakowskiej. W 1595 roku wieś była własnością kasztelana małogoskiego Sebastiana Lubomirskiego. W 1564 r. miasto należało do Jana Kliszowskiego h. Rawicz. Następnym właścicielem przypadającym na okres reformacji był Jan Oleśnicki herbu Dębno, ten z powodu swojego kalwińskiego wyznawania zlikwidował kościoły katolickie na terenie swoich dóbr i przekształcił je w zbory protestanckie. W latach 60. XVI w. Kazimierza Wielka była siedzibą najbardziej radykalnego odłamu polskiej reformacji to jest  Braci Polskich. 

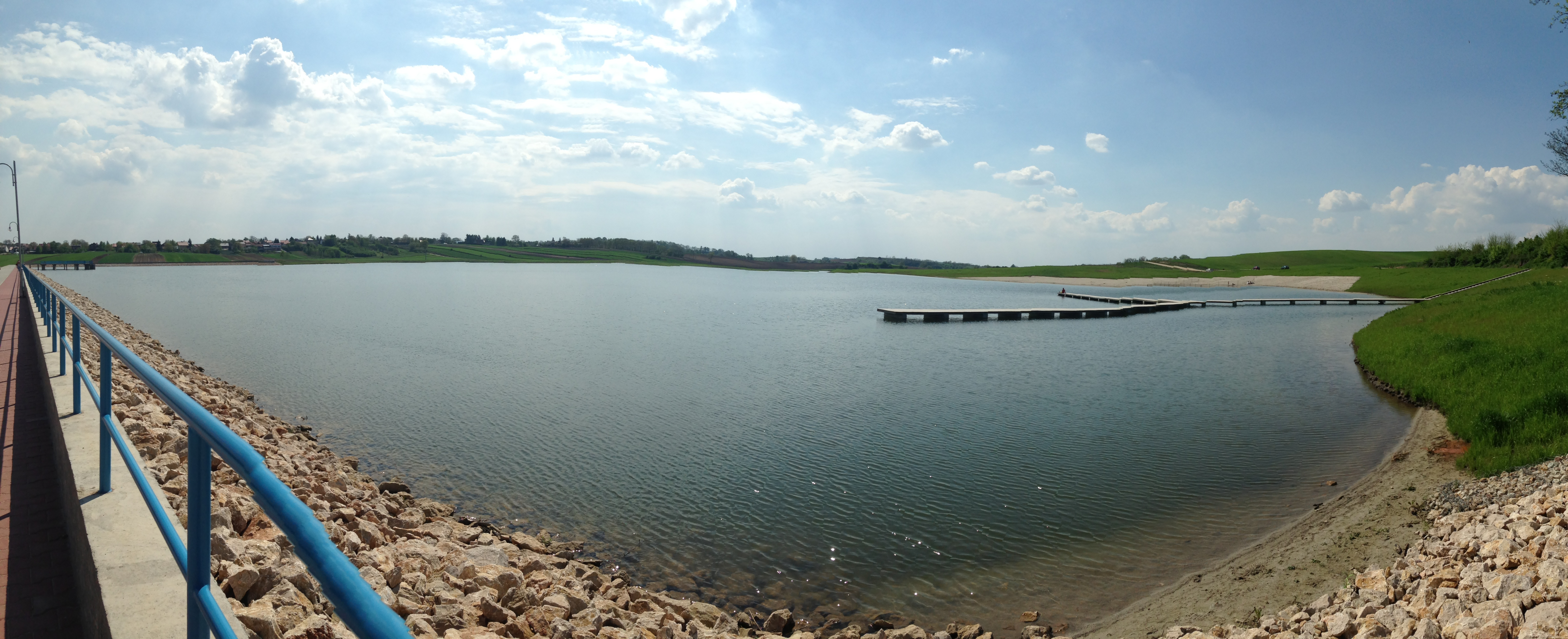
Zbiornik retencyjny w Kazimierzy Wielkiej

### Okres zaborów

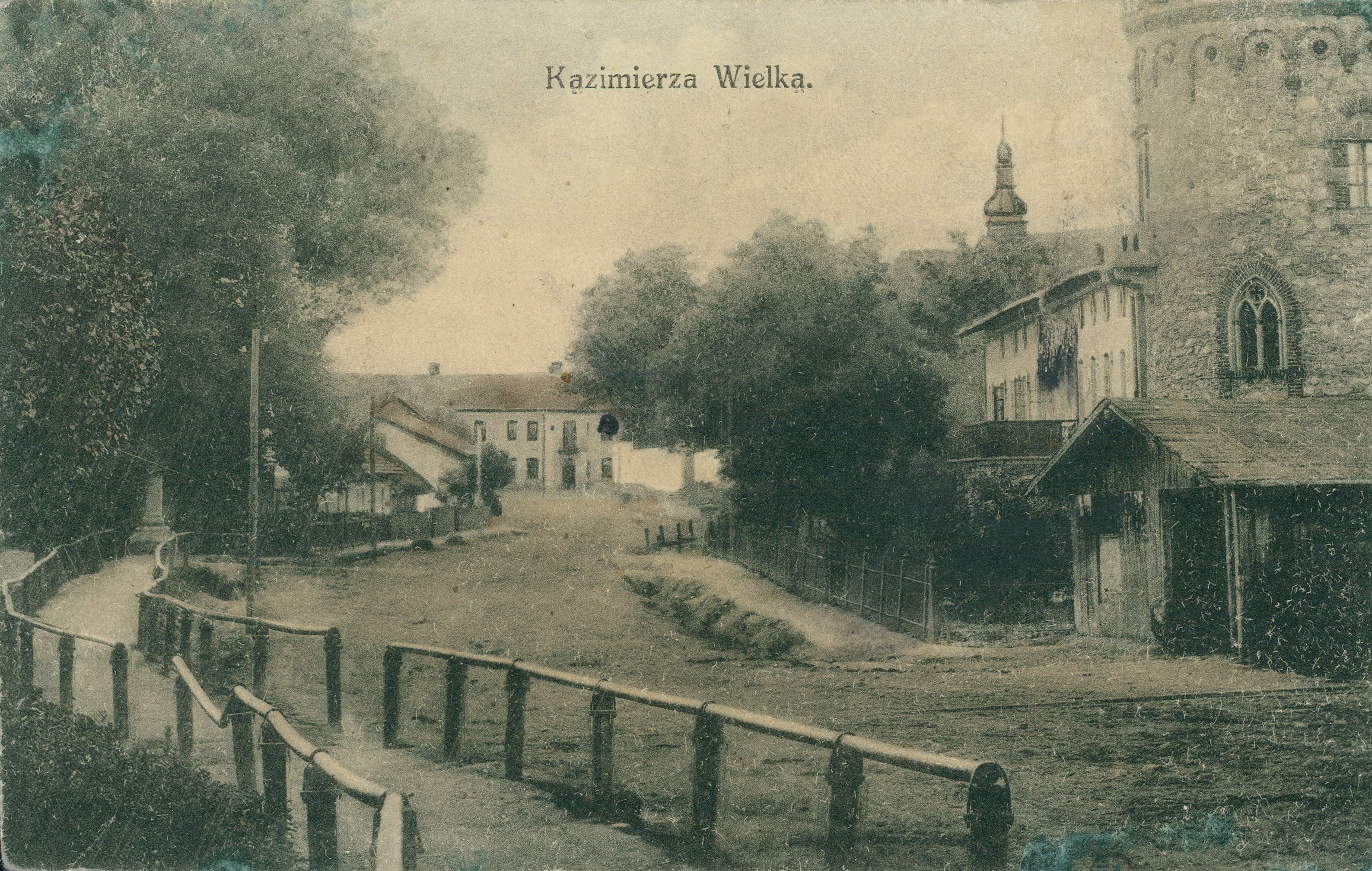
Kazimierza Wielka po 1918

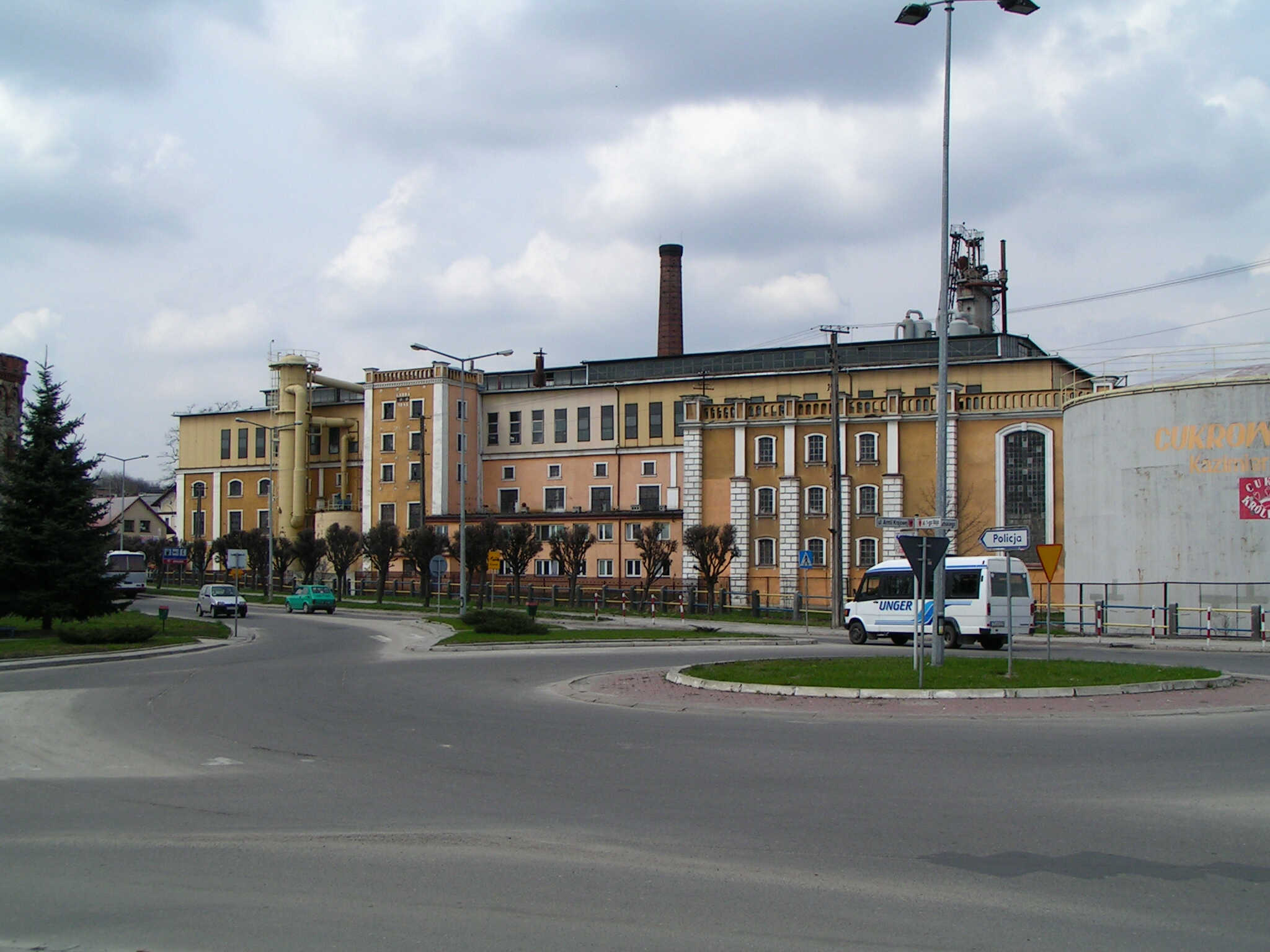
Nieczynna Cukrownia „Łubna”

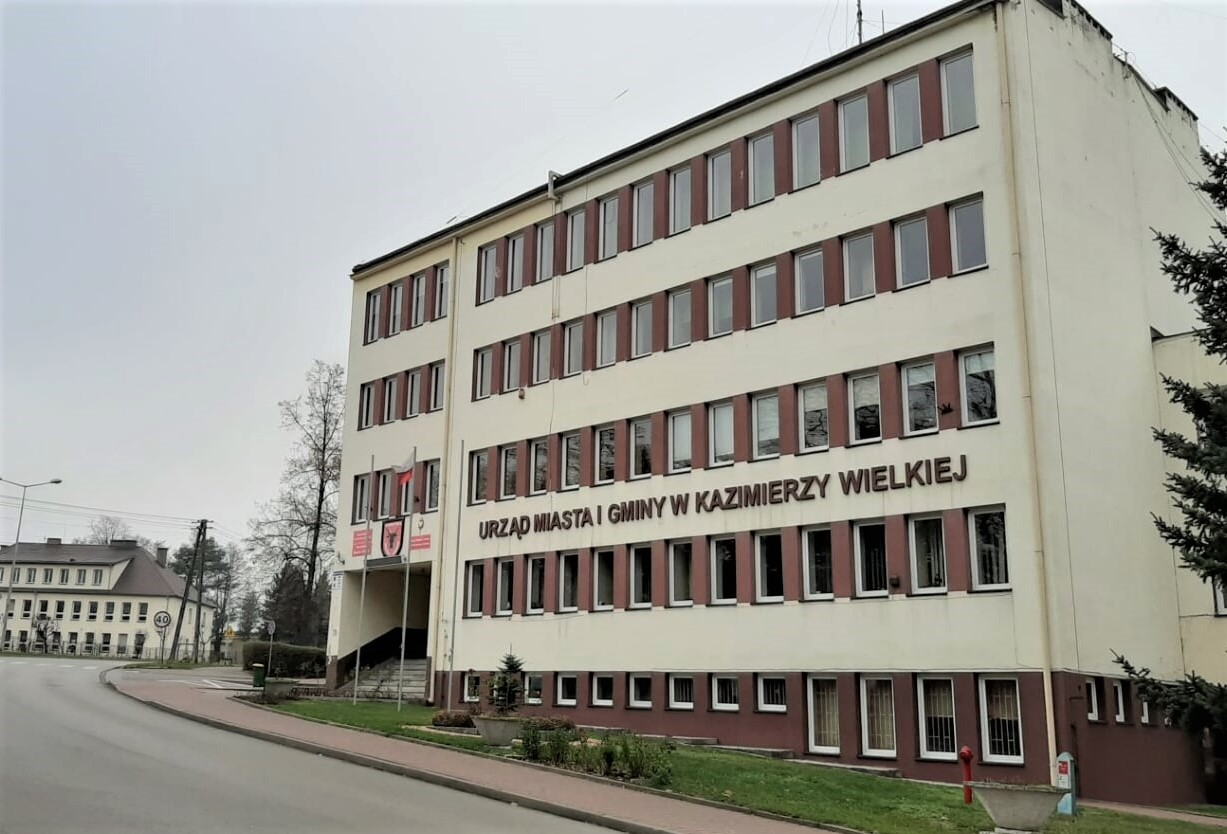
Urząd Miasta i Gminy w Kazimierzy Wielkiej

Pod koniec XVIII w. wieś stała się własnością rodu Łubieńskich, Pozostawili oni po sobie ślad swojego pobytu w miejscowości w postaci zespołu pałacowego, w skład którego wchodzą: pałacyk oraz budynek zarządu cukrowni. Pałacyk do 1945 stanowił siedzibę rodową Łubieńskich. Od 1815 miejscowość znajdowała się w granicach Królestwa Kongresowego. W 1845 powstała tu jedna z pierwszych w Królestwie cukrowni, wybudowana przez hrabiego Łubieńskiego. W 2 połowie XIX w. wieś znalazła się w granicach diecezji kieleckiej. Pod koniec XIX w. oraz w pierwszej połowie XX w., Kazimierza rozwijała się dzięki żyznym glebom oraz cukrowni „Łubna”, należąca do najstarszych tego typu zakładów w Polsce. Budowniczym zakładu był Karol Czekay, rzemieślnik sprowadzony z Węgier. Miejscowość stała się jednym z ważniejszych ośrodków na południowym Ponidziu. Pod koniec XIX w. miejscowa cukrownia została własnością spółki akcyjnej. Jej prezesem był Julian Tołłoczko. Fabrykę w tym czasie znacznie rozbudowano. Większa część współcześnie istniejących budynków, w tym główny korpus cukrowni, powstała właśnie w tym okresie. Na początku XX w. odnowiono dwór Łubieńskich pochodzący z lat 1752–1755. Wybudowano także budynki mieszkalne dla pracowników oraz basztę (tzw. okrąglak), przeznaczoną na mieszkania dla praktykantów. W tym samym czasie Tołłoczko wybudował pałac według projektu Tadeusza Stryjeńskiego.

### II Rzeczpospolita
Od 1919 wieś w powiecie pińczowskim w granicach województwa kieleckiego. W okresie międzywojennym osada otrzymała połączenie koleją wąskotorową z Kocmyrzowem.
5 września 1939 w Kazimierzy doszło do walki z Niemcami, w której poległo 60 żołnierzy 55 Dywizji Piechoty. W 1944 miejscowość znalazła się w granicach Republiki Pińczowskiej.

### Okres PRL
Po II wojnie światowej w Kazimierzy rozwijał się drobny przemysł spożywczy. W 1954 Kazimierza Wielka otrzymała status osiedla miejskiego, a w 1959 prawa miejskie. Budynek pałacu Łubieńskich był w tym czasie wykorzystywany przez 30 lat jako bursa żeńska miejscowego Liceum Ogólnokształcącego. W latach 70. w dworze mieściła się Biblioteka Pedagogiczna. Już od 1956 była siedzibą powiatu. W latach 60. i 70. XX w., dzięki licznym inicjatywom mieszkańców i ówczesnych władz, miasto przeżyło gwałtowny rozwój. W 1985 miastu przyznano Krzyż Partyzancki za udział jego mieszkańców w podziemiu antyhitlerowskim.

### Po 1989 roku
Jednym ze skutków transformacji systemowej w Polsce było przeprowadzenie reformy administracyjnej. W rezultacie tych zmian w 1999 przywrócony został powiat kazimierski z siedzibą w Kazimierzy Wielkiej.

## Demografia

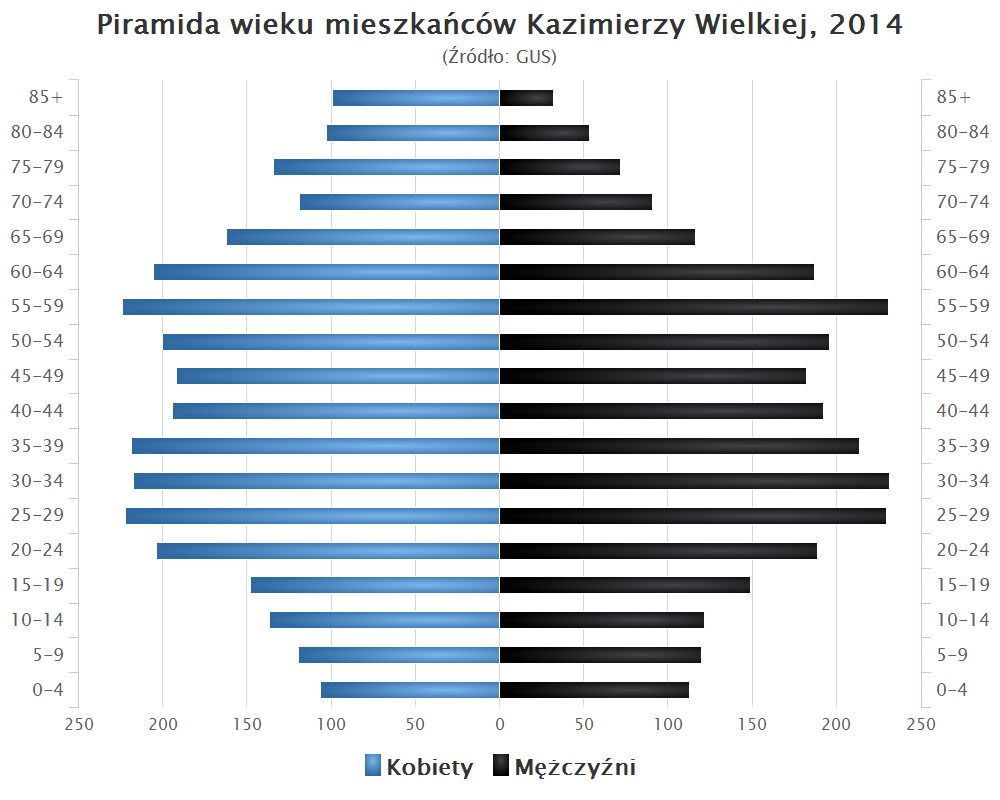
Piramida wieku mieszkańców Kazimierzy Wielkiej w 2014 roku

Według danych z 31 grudnia 2010 miasto zajmowało powierzchnię 5,33 km² i liczyło 5575 mieszkańców, z czego liczba mężczyzn wynosiła 2650 osób (47,5%), zaś kobiet – 2925 (52,5%). Gęstość zaludnienia wynosiła 1046 osób/km².

## Zabytki

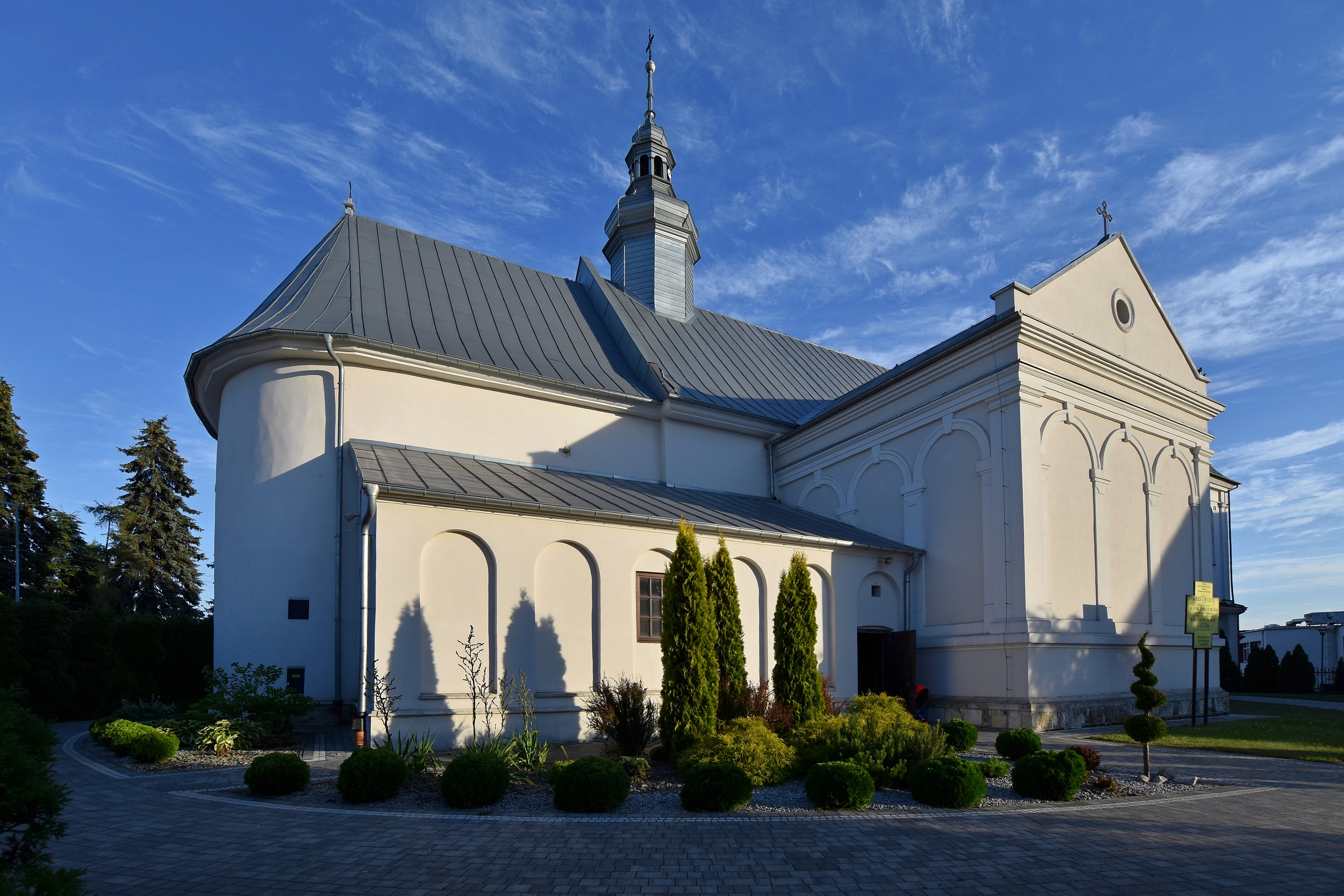
Kościół Podwyższenia Krzyża św.

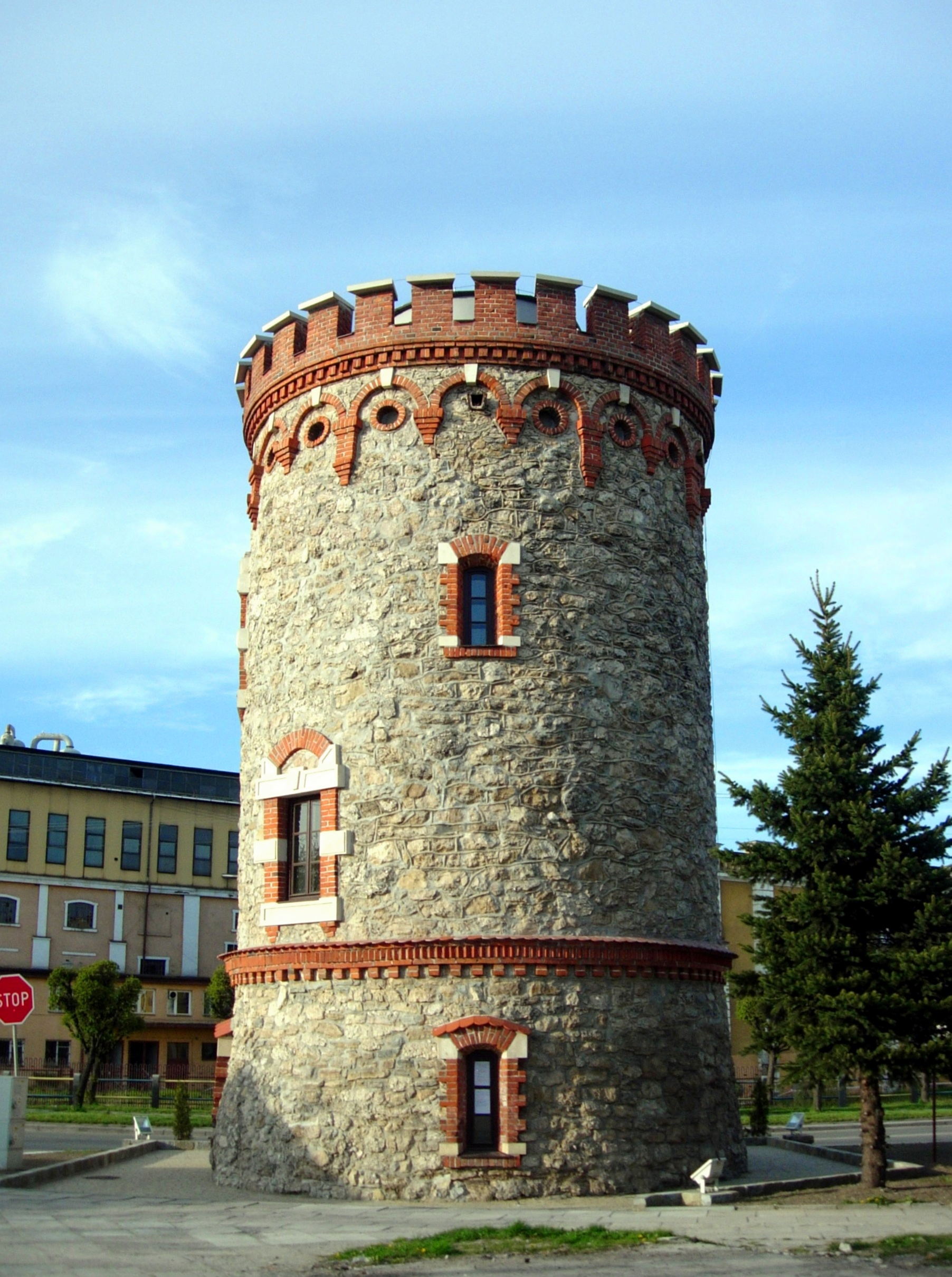
Baszta z końca XIX w.

- Kościół pw. Podwyższenia Krzyża Świętego z 1633, przebudowany w latach 1894–1895. Na ołtarzu głównym z początku XIX w. znajduje się obraz Ukrzyżowania autorstwa Franciszka Smuglewicza. w samym natomiast ołtarzu znajdują się relikwie św. Wincentego, męczennika. Na zewnętrznej południowej ścianie kościoła umieszczony jest dużych rozmiarów obraz Matki Boskiej Niepokalanie Poczętej z datą wykucia w ciosowej ramie: D. 8 XII 1904. Obok kościoła ulokowana była drewniana dzwonnica z XIX w., przebudowana w latach 2002–2004. W dzwonnicy znajdują się trzy dzwony. Kościół określany jest jako bezstylowy, wystrój wnętrza natomiast urządzony jest na wzór barokowy. Orientowany na wschód, wzniesiony z kamienia i otynkowany[6]. Kościół został wpisany do rejestru zabytków nieruchomych (nr rej.: A.190 z 12.01.1957 i z 3.05.1980)[22].
- Zespół pałacowy z XIX w., w skład którego wchodzą: pałacyk z drugiej połowy XIX w. i budynek zarządu cukrowni pochodzący również z połowy XIX w. Budynek wzniesiony około 1752-55, odnowiony został ok. 1910 r. Drewniany, konstrukcji zrębowej, potynkowany. Parterowy z zamieszkałym poddaszem, podpiwniczony. Zbudowany na rzucie prostokąta, z kamiennym portykiem[6]. Pałacyk spłonął w nocy z 15 na 16 lipca 1986 roku.
- Wieża mieszkalna z 1888 nazywana basztą lub okrąglakiem. Znajdowały się w niej mieszkania praktykantów cukrowni. Obecnie mieści się tu Muzeum Ziemi Kazimierskiej.
- Park dworski z XVIII w., przebudowany w II połowie XIX w. i w 1950 r. oraz piwnice dworu z XVIII w., (nr rej.: A.191/1-2 z 9.12.1957 i z 3.03.1972)[22].

## Sport i rekreacja
- Sparta Kazimierza Wielka

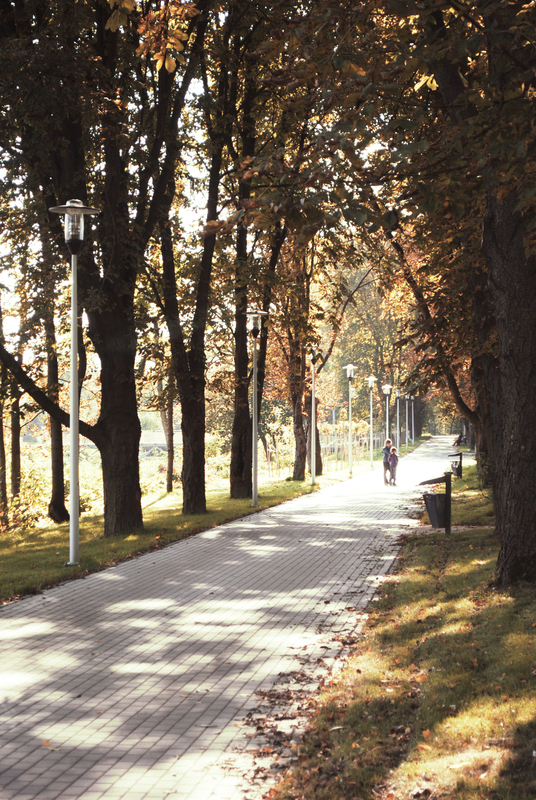
Jedna z głównych alejek parku w Kazimierzy Wielkiej

- Kazimierski Ośrodek Sportowy[23]. Powołany został w lipcu 2003 roku, po ukończeniu budowy hali sportowej przy ul. Kościuszki, jako sp. z o.o. wspólników: Starostwa Powiatowego i Urzędu Miasta i Gminy w Kazimierzy Wielkiej. Spółka zarządza m.in:
  - Halą sportową;
  - Krytą pływalnią "Wodny Raj" - oddaną do użytku w październiku 2006 roku;
  - Kazimierskim Biegiem Szlakiem Megalitów (realizowanym od 2013 roku)[24].

Więcej informacji w osobnym artykule: Sport w Kazimierzy Wielkiej

## Wspólnoty wyznaniowe
- Kościół rzymskokatolicki:
  - parafia Miłosierdzia Bożego
  - parafia Podwyższenia Krzyża Świętego
- Świadkowie Jehowy:
  - zbór Kazimierza Wielka[25][26]

## Współpraca międzynarodowa
Miasta partnerskie, z którymi miasto Kazimierza Wielka współpracuje:
- Altenstadt (Hesja) – Niemcy[27]
- Buczacz – Ukraina[28]

## Oświata
- Publiczne Przedszkole Samorządowe
- Samorządowa Szkoła Podstawowa Nr 1 im. Hugona Kołłątaja w Kazimierzy Wielkiej
- Samorządowa Szkoła Podstawowa nr 3 im. Jana Pawła II w Kazimierzy Wielkiej
- Liceum Ogólnokształcące im. Marii Curie-Skłodowskiej
- Zakład Doskonalenia Zawodowego
- Zespół Szkół Zawodowych w Odonowie
- Zespół Szkół Rolniczych w Cudzynowicach

## Obszar ochrony uzdrowiskowej
W 2019 r. Kazimierza Wielka wraz z sołectwami: Cudzynowice, Donosy i Słonowice uzyskała na mocy Rozporządzenia Rady Ministrów status obszaru ochrony uzdrowiskowej („Obszar Ochrony Uzdrowiskowej Kazimierza Wielka”).

## Burmistrzowie Kazimierzy Wielkiej
- Adam Bodzioch (1990-1994)
- Tadeusz Bator (1994-2002)
- Adam Bodzioch (2002-2010)
- Waldemar Trzaska (2010-2012)
- Tadeusz Knopek (2013-2014)
- Adam Bodzioch (2014-nadal)